# Pagan (stad)
De stad Pagan (ook wel Bagan genoemd) is een van de vroegere hoofdsteden van Myanmar, en is gesticht in het jaar 849. Het was de hoofdstad van het Pagan-rijk, waar het Theravada-boeddhisme het belangrijkste geloof was. Dit kan gezien worden aan het enorme aantal tempels dat nu nog in Pagan staat; Pagan heeft de grootste verzameling boeddhistische tempels, ruïnes en stoepas ter wereld.
In 1287 werd de stad verlaten door de bewoners, die de stad in angst verlieten omdat de Mongolen eraan kwamen om de stad te veroveren. Misschien mede omdat de stad verlaten was toen de Mongolen eraan kwamen, is er door de Mongolen weinig schade toegebracht aan de stad zelf. Er staan nu nog duizenden tempels, vaak in relatief goede staat. Bij een aardbeving in 1975 liepen veel van de tempels schade op, die niet altijd gerepareerd kon worden.
Pagan is een van de grote toeristenbestemmingen in Myanmar, en staat sinds juli 2019 op de Unesco-Werelderfgoedlijst. Tegenwoordig is er in Pagan een klein stadje met 20.000 mensen en zijn er veel hotels rondom Pagan gevestigd, waar de toeristen verblijven. Pagan is veel minder bekend dan de tempels van Angkor Wat in Cambodja. De oorzaak hiervoor is het restictieve beleid ten opzichte van toeristen en internationalisatie dat Myanmar gedurende lange tijd gevoerd heeft en ook nu nog (in mindere mate) volgt.
Voor Theravada boeddhisten is Pagan ook een bedevaartsoord.
Opmerking: Pagan (of Bagan) moet niet worden verward met Pegu (of Bago).